# Внешний топливный бак «Спейс шаттла»

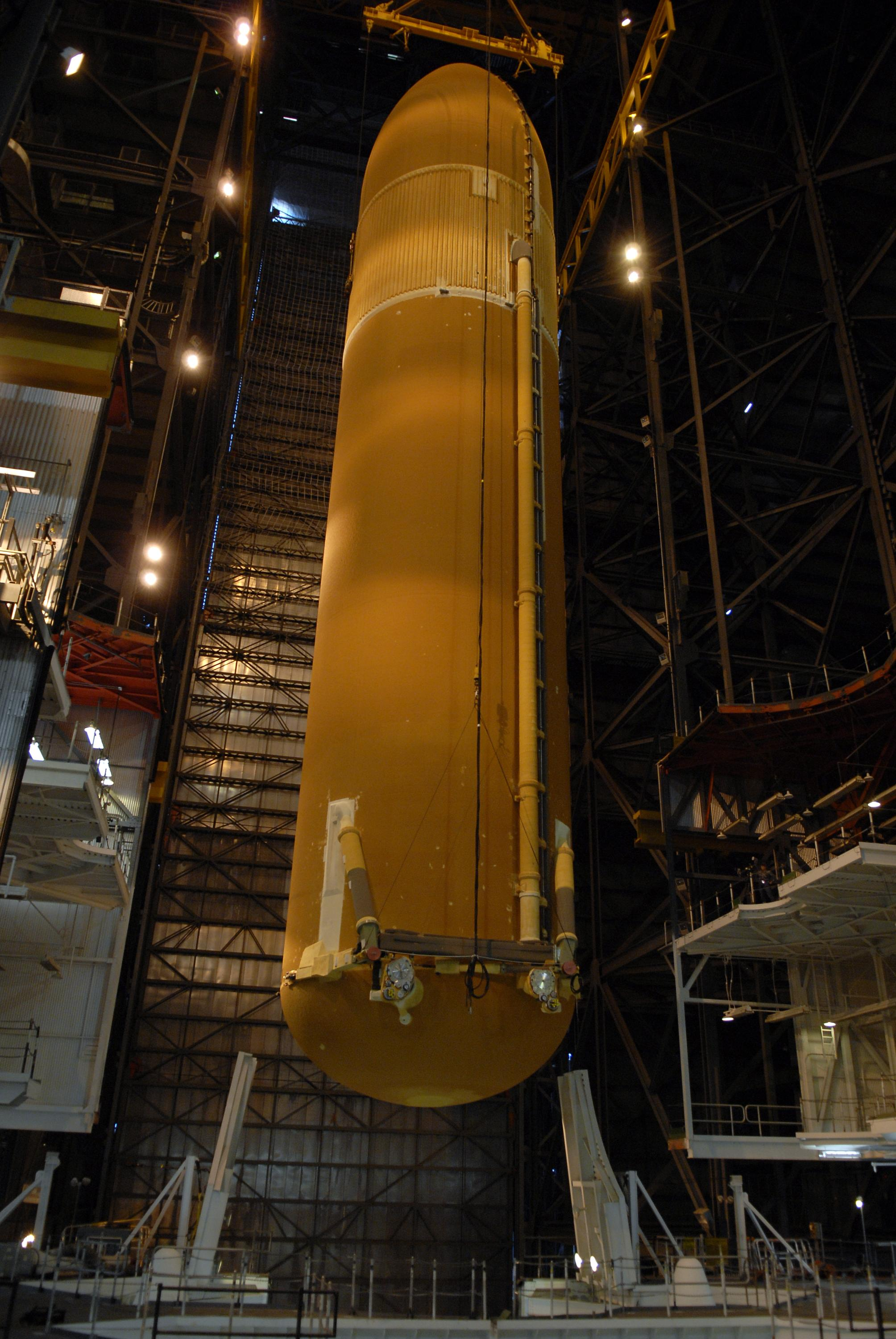
Внешний топливный бак № 124 опускается в высокий пролёт первого цеха здания вертикальной сборки, где он будет стыковаться с твердотопливными ускорителями миссии STS-117

Внешний топливный бак МТКК «Спейс шаттл» (англ. Space Shuttle external tank) — один из основных компонентов системы «Спейс шаттл», содержащий жидкий водород в качестве топлива и жидкий кислород в качестве окислителя. Во время старта и подъёма он подаёт топливо и окислитель под давлением к трём маршевым двигателям RS-25 орбитального корабля. Топливный бак работает в течение 480 секунд после старта, после отключения главных двигателей менее чем через 10 секунд отбрасывается на высоте около 113 км. Как правило, он сгорает в плотных слоях атмосферы, но некоторые его части могут упасть в Индийском океане (или Тихом океане в случае траекторий запуска с прямым выведением), вдали от морских путей. Это единственный одноразовый компонент «Спейс шаттла», а также единственный его компонент, не имеющий собственных ракетных двигателей.

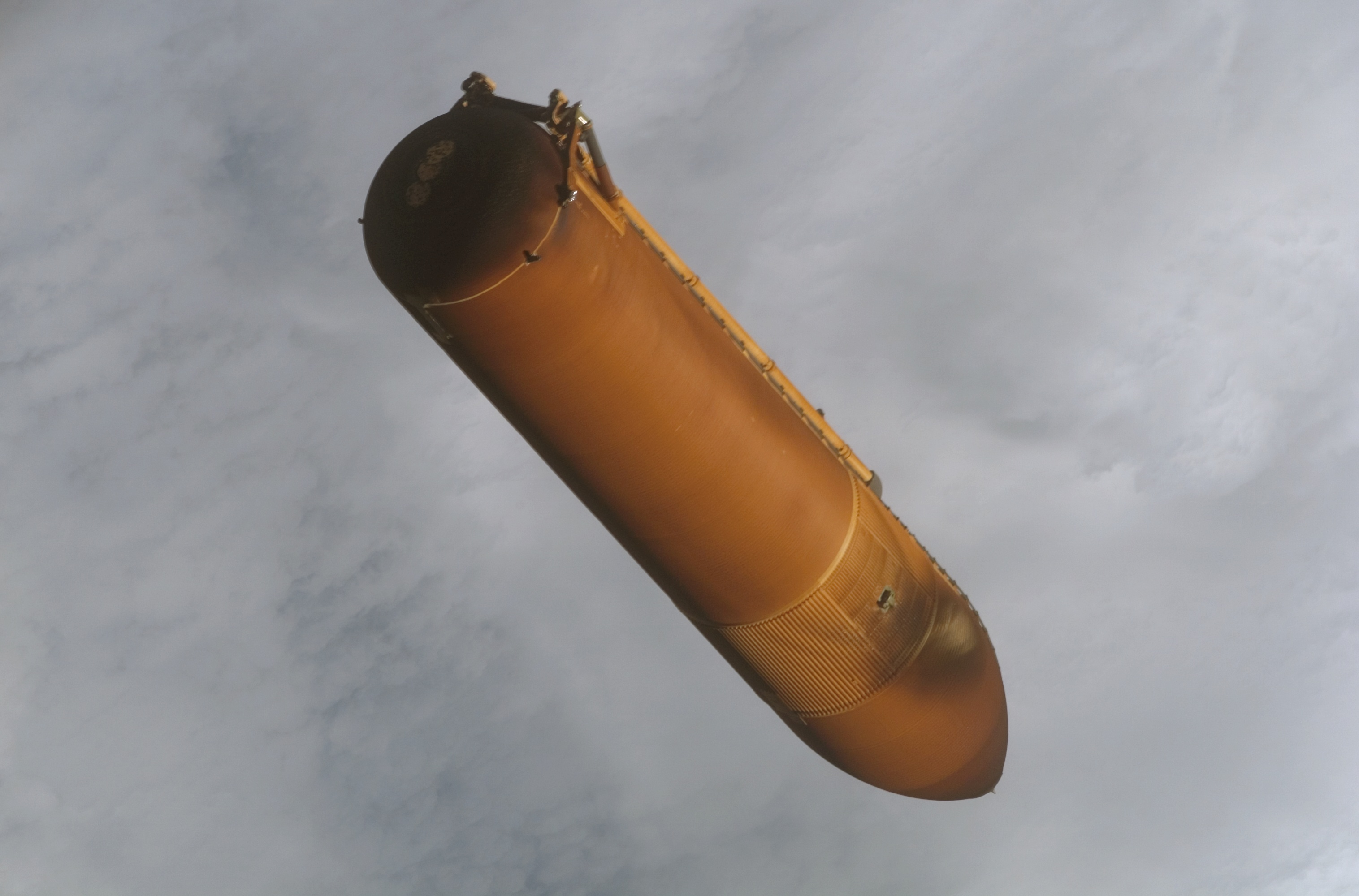
Внешний топливный бак с STS-115 после отделения от орбитального аппарата. След подпалины возле передней части бака получился от двигателей сепарации боковых ускорителей

## Описание

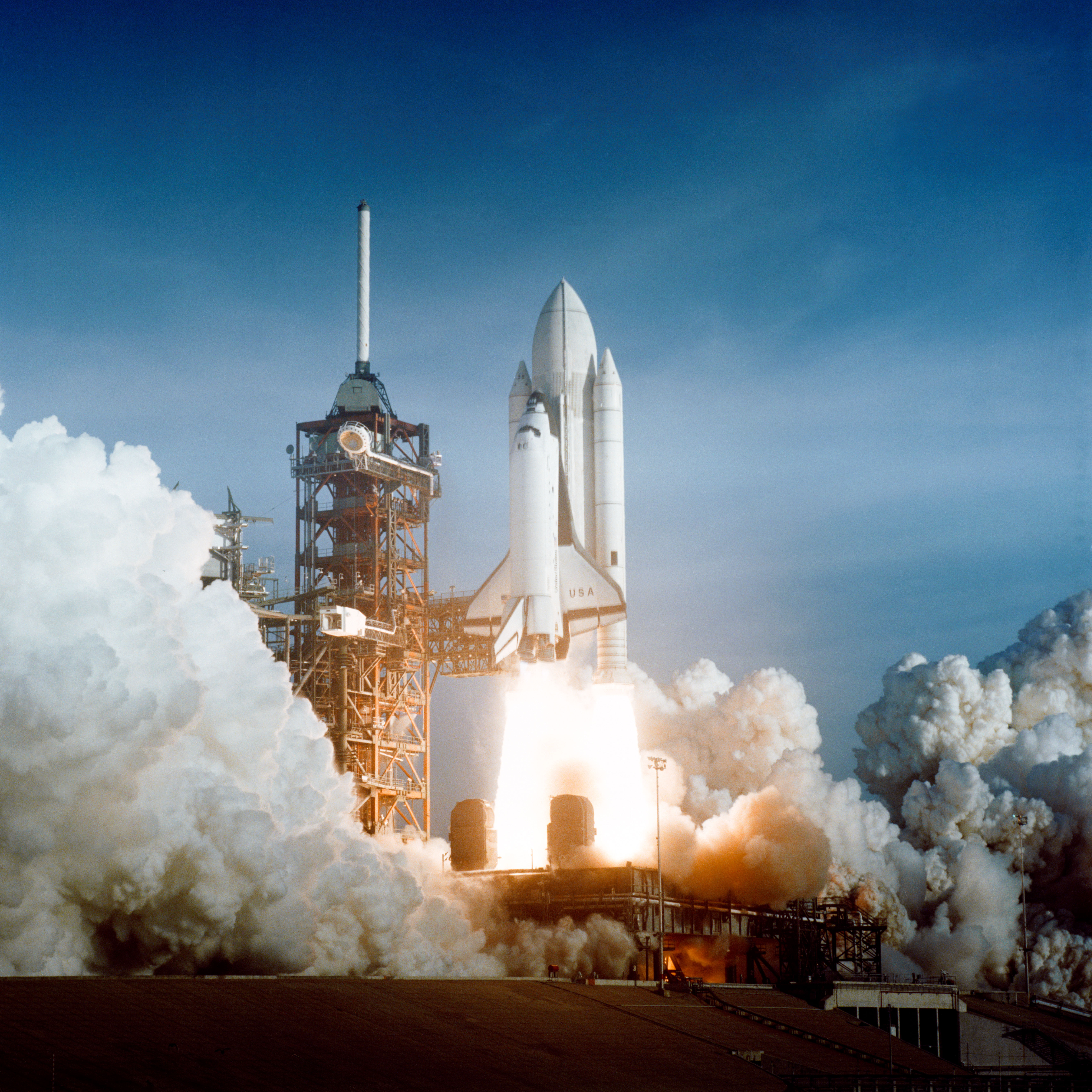
Первый полёт (STS-1) космического челнока «Колумбия». Внешний топливный бак (в центре) был покрашен в белый цвет только в двух первых полётах. При дальнейших стартах бак не красили для снижения веса системы

Изначально внешний бак окрашивался в белый цвет для первых двух запусков «Шаттлов». Начиная с STS-3, он оставался неокрашенным для снижения общей массы системы. Являлся самым большим элементом космического корабля «Шаттл», а при загрузке он также был самым тяжёлым, хотя и значительно уступал по массе двум боковым ускорителям, но превосходил каждый из них в отдельности. Он состоял из трех основных компонентов:
- передний бак с жидким кислородом (LOX);
- безнапорный промежуточный бак, в котором находится большинство электрических компонентов;
- кормовой бак с жидким водородом (LH2); это была самая большая часть, но она была относительно лёгкой из-за очень низкой плотности жидкого водорода.

Внешний бак был несущей конструкцией всей системы во время запуска, обеспечивая структурную поддержку для крепления твердотопливных ракетных ускорителей (SRB) космического корабля и орбитального корабля. Бак соединялся с каждым ускорителем в одном переднем узле крепления (через межбаковую траверсу) и одном заднем кронштейне, а с орбитальным аппаратом — в одном переднем креплении и двух задних сошках. В задней части крепления также располагались системы коммуникационных кабелей и трубопроводов топливной системы. Трубопроводы соединяли маршевые двигатели орбитера (RS-25) с баковыми объёмами, а сеть кабелей связывала электронику внешнего бака и твердотопливных ускорителей с общей системой датчиков и управляющих сигналов, а также системой бортового питания челнока.
Хотя внешние баки всегда выбрасывались, возможно, их можно было повторно использовать на орбите. Планы повторного использования варьировались от включения в космическую станцию в качестве дополнительного жилого или исследовательского пространства, в качестве баков для ракетного топлива для межпланетных миссий (например, на Марс) до сырья для орбитальных заводов.
Другая концепция заключалась в том, чтобы использовать внешние баки в качестве грузового перевозчика для крупногабаритных полезных грузов. Одно из предложений заключалось в том, чтобы главное зеркало телескопа с 7-метровой апертурой перевозить вместе с баком. Другой концепцией был Aft Cargo Carrier (ACC).

## Версии
На протяжении многих лет NASA работало над уменьшением веса внешних баков для повышения общей эффективности. Уменьшение веса привело к почти равному увеличению грузоподъёмности всей системы.

### Бак оранжевого цвета
Классический оранжевый цвет внешнего бака соответствует цвету напыляемой пеноизоляции. Первые два бака, использовавшиеся для STS-1 и STS-2, были окрашены в белый цвет, чтобы защитить баки от ультрафиолета в течение длительного времени, которое шаттл провёл на стартовой площадке до запуска. Поскольку это не оказалось проблемой, Martin Marietta (теперь часть Lockheed Martin) уменьшил вес, оставив неокрашенной изоляцию цвета ржавчины, напыляемую аэрозолем, начиная с STS-3, сэкономив примерно 272 кг.

### Standard Weight Tank
Оригинальный внешний топливный бак неофициально известен как Standard Weight Tank (SWT) и был изготовлен из алюминиевого сплава 2219, высокопрочного алюминиево-медного сплава, используемого во многих аэрокосмических изделиях.
После STS-4 было устранено несколько сотен килограммов веса за счёт удаления противогейзерной линии. Эта линия шла параллельно линии подачи кислорода, обеспечивая путь циркуляции жидкого кислорода. Это уменьшает накопление газообразного кислорода в питающей магистрали при предстартовой заправке (заправке жидким кислородом). После оценки данных о загрузке топлива в результате наземных испытаний и первых нескольких миссий космического корабля «Шаттл» линия защиты от гейзеров была удалена для последующих миссий. Общая длина и диаметр внешнего бака остаются неизменными. Последний SWT, запущенный на STS-7, имел сухую массу около 35 тонн.

### Lightweight Tank
Начиная с миссии STS-6, был представлен лёгкий внешний бак (LWT). Этот бак использовался для большинства полётов «Шаттла» и последний раз использовался во время запуска злополучной миссии STS-107. Хотя резервуары немного различаются по весу, каждый из них весил около 30 тонн в сухом состоянии.
Снижение веса по сравнению с SWT было достигнуто за счёт исключения частей стрингеров (конструктивных элементов жёсткости, проходящих по длине водородного бака), использования меньшего количества колец жёсткости и модификации основных шпангоутов в водородном баке. Кроме того, значительные части бака были фрезерованы по-другому, чтобы уменьшить толщину, а вес хвостового твердотопливного ракетного ускорителя внешнего бака был уменьшен за счет использования более прочного, но лёгкого и менее дорогого титанового сплава.

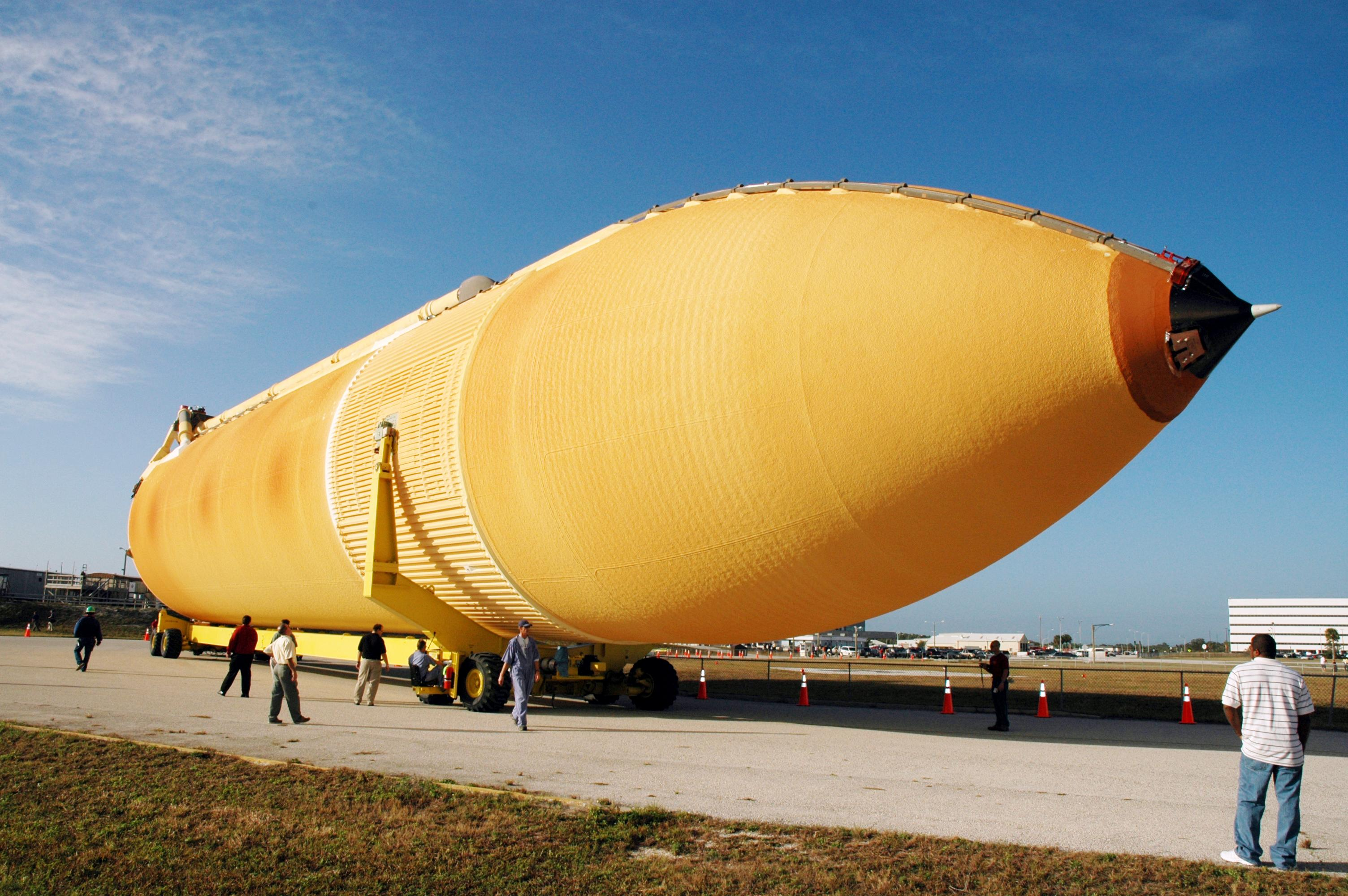
Перевозка внешнего бака к зданию вертикальной сборки

### Super Lightweight Tank
Сверхлёгкий внешний топливный бак (SLWT) впервые стартовал в 1998 году на STS-91 и использовался во всех последующих миссиях за двумя исключениями (STS-99 и STS-107). SLWT имел в основном ту же конструкцию, что и LWT, за исключением того, что в нем использовался алюминиево-литиевый сплав (Al 2195) для большей части конструкции бака. Этот сплав обеспечил значительное снижение веса бака (около 3175 кг) по сравнению с LWT. Производство также включало технологию сварки трением с перемешиванием. Хотя все внешние баки, произведённые после появления SLWT, имели эту конфигурацию, один LWT оставался на складе, чтобы его можно было использовать по запросу до конца эры шаттлов. SLWT обеспечил 50 % прироста производительности, необходимого для того, чтобы шаттл достиг Международной космической станции. Уменьшение веса позволило орбитальному аппарату нести больше полезной нагрузки на сильно наклонённую орбиту МКС.

## Составные части

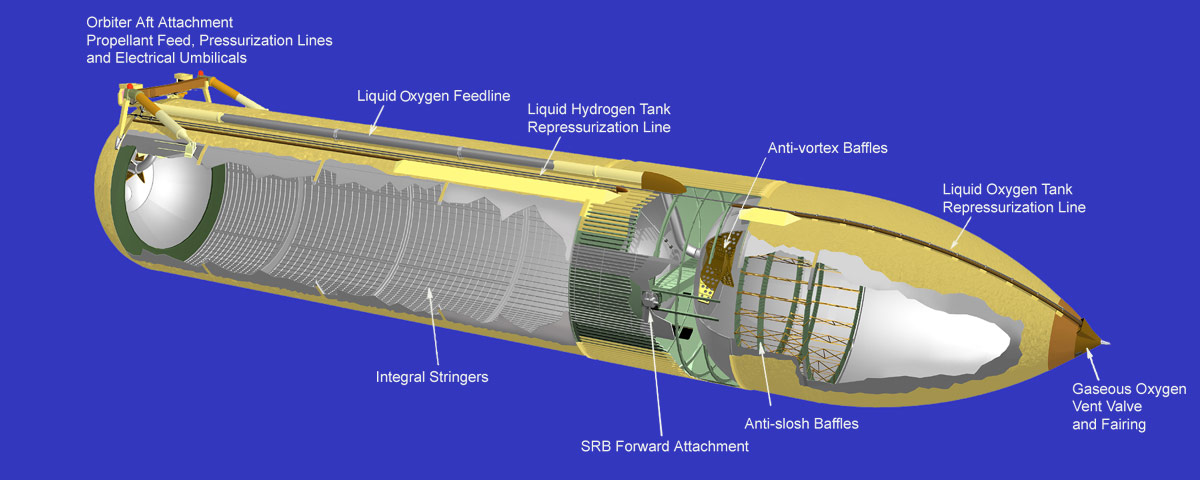
Внешний топливный бак в разрезе

Внешний бак имеет три основных конструкции: бак с жидким кислородом, промежуточный бак и бак с жидким водородом. Оба резервуара изготовлены из обшивки из алюминиевого сплава с опорными или стабилизирующими рамами по мере необходимости. В межбаковой алюминиевой конструкции используются стрингеры обшивки со стабилизирующими шпангоутами. Основными алюминиевыми материалами, используемыми для всех трёх конструкций, являются сплавы 2195 и 2090. Сплав 2195 представляет собой алюминиево-литиевый сплав, разработанный Lockheed Martin и Reynolds для хранения криогенных материалов (и используемый для версии SLW — более ранние версии использовали сплав 2219). Сплав 2090 представляет собой коммерчески доступный алюминиево-литиевый сплав.

### Бак с жидким кислородом
Бак с жидким кислородом (LOX) расположен в верхней части внешнего бака и имеет оживальную форму для уменьшения аэродинамического сопротивления и аэротермодинамического нагрева. Носовая часть оживала закрыта плоской съёмной накладкой и носовым конусом. Носовой обтекатель состоит из съёмного конического узла, который служит аэродинамическим обтекателем для силовой установки и компонентов электрической системы. Передний элемент носового обтекателя функционирует как литой алюминиевый громоотвод. Объем резервуара составляет 559,1 м3 при 150 кПа и −182,8 °C (криогенный).
Бак подаётся в питающую линию диаметром 430 мм, по которой жидкий кислород подаётся через промежуточный бак, а затем за пределы внешнего бака к кормовому правому разъединителю шлангокабелей внешнего бака/орбитального аппарата. Подающая линия диаметром 430 мм позволяет жидкому кислороду течь со скоростью приблизительно 75 800 кг/мин при работе RS-25 на 104 % или обеспечивает максимальный поток 1,1099 м3/с.
Все нагрузки, кроме аэродинамических, передаются от бака с жидким кислородом через болтовое фланцевое соединение с промежуточным баком.
Резервуар также включает в себя внутреннюю перегородку выплёскивания и вихревую перегородку для гашения выплёскивания жидкости. Вихревая перегородка устанавливается над выпускным отверстием подачи жидкого кислорода, чтобы уменьшить завихрение жидкости, возникающее в результате выплёскивания, и предотвратить захват газов в подаваемом жидком кислороде.

### Промежуточный бак
Промежуточный бак является конструктивным соединением внешнего бака между баками с жидким кислородом и жидким водородом. Его основные функции заключаются в приёме и распределении всех осевых нагрузок от боковых ускорителей и передаче нагрузок между баками.
Два передних фитинга боковых ускорителей расположены на конструкциях промежуточного бака под углом 180° друг к другу. Поперёк конструкции проходит балка, которая механически крепится к соединительной арматуре. При срабатывании бокового ускорителя балка изгибается из-за высоких нагрузок. Эти нагрузки будут передаваться арматуре.
К фитингам крепления боковых ускорителей примыкает большая кольцевая рама. Нагрузки от фитингов передаются на большую кольцевую раму, которая затем распределяет касательные нагрузки на обшивку промежуточного бака. Две панели обшивки, называемые упорными панелями, распределяют сосредоточенные осевые осевые нагрузки боковых ускорителей на баки с жидким кислородом и жидким водородом и на соседние панели обшивки. Эти смежные панели состоят из шести панелей со стрингерами.
Промежуточный бак выполняет также функцию защитного отсека для размещения оперативных приборов.

### Бак с жидким водородом
Бак с жидким водородом (LH2) — это нижняя часть внешнего бака. Он состоит из четырёх цилиндрических секций ствола, носового и кормового куполов. Секции ствола соединены между собой пятью основными кольцевыми шпангоутами. Эти кольцевые рамы принимают и распределяют нагрузки. Передняя рама между куполом и стволом распределяет нагрузки, прикладываемые через конструкцию промежуточного бака, а также является фланцем для крепления бака жидкого водорода к промежуточному. Заднее главное кольцо воспринимает нагрузки, создаваемые орбитальным аппаратом, от опорных стоек кормового орбитального аппарата, и нагрузки, создаваемые боковыми ускорителями, от задних опорных стоек ускорителей. Остальные три кольцевых рамы распределяют тяговые нагрузки орбитального аппарата и опорные нагрузки фидерной линии бака жидкого кислорода. Затем нагрузки от рам распределяются по панелям обшивки ствола. Резервуар имеет объём 1514,6 м3 при 202 кПа и −252,8 °C (криогенный).
Передний и задний купола имеют одинаковую измененную эллипсоидальную форму. Для переднего купола предусмотрены монтажные приспособления для выпускного клапана жидкого водорода, фитинга линии наддува жидкого водорода и проходного электрического фитинга. В задней части купола имеется люк для доступа к сетке фидерной линии жидкого водорода и опорный фитинг для фидерной линии жидкого водорода.
Резервуар также имеет вихревую перегородку для уменьшения завихрения, возникающего в результате выплёскивания, и для предотвращения захвата газов в доставляемом жидком водороде. Перегородка расположена на выходе из сифона прямо над кормовым куполом бака жидкого водорода. Это выходное отверстие передаёт жидкий водород из бака по линии длиной 430 мм в левый задний шлангокабель. Скорость потока в линии подачи жидкого водорода составляет 12 700 кг/мин при мощности главных двигателей 104 % или максимальный расход 2,9883 м3/с.

### Система тепловой защиты
Система тепловой защиты внешнего бака состоит в основном из напыляемой пеноизоляции (SOFI), а также предварительно формованных кусков пены и предварительно формованных абляционных материалов. Система также включает использование фенольных теплоизоляционных материалов для предотвращения сжижения воздуха. Теплоизоляторы необходимы для насадок резервуаров с жидким водородом, чтобы предотвратить сжижение воздуха на открытом металле и уменьшить поток тепла в жидкий водород. В то время как более теплый жидкий кислород приводит к меньшим тепловым требованиям, алюминий передней части резервуара с жидким кислородом требует защиты от нагревания воздуха. Между тем изоляция на кормовых поверхностях предотвращает скопление сжиженного воздуха в промежуточном баке. Средний цилиндр кислородного бака и топливопроводы могли выдержать ожидаемую глубину скопления инея, конденсированного из-за влажности, но орбитальный аппарат не мог выдержать повреждения от отрыва льда. Система тепловой защиты имеет массу 2188 кг.
Разработка системы тепловой защиты внешнего бака имела некоторые проблемы. Аномалии в применении пены были настолько частыми, что их рассматривали как отклонения, а не как инциденты, связанные с безопасностью. У НАСА были трудности с предотвращением отрыва фрагментов пенопласта во время полета за всю историю программы:
- STS-1 «Колумбия», 1981: Экипаж сообщает, что белый материал течёт мимо окон во время полёта орбитального аппарата с внешним баком. Экипаж оценил размеры от 6 мм до размера кулака. Отчёт после посадки описывает возможную потерю пены в неизвестном месте и 300 плиток, нуждающихся в полной замене по разным причинам;
- STS-4 «Колумбия», 1982: потеря рампы PAL; 40 плиток требуют полной замены;
- STS-5 «Колумбия», 1982: по-прежнему высокий уровень потери плитки;
- STS-7 «Челленджер», 1983 г.: 50 на 30 см. Сфотографированы потери на рампе сошек, десятки точечных потерь.
- STS-27 «Атлантис», 1988: Одна крупная потеря неизвестного происхождения, в результате которой была потеряна одна плитка. Сотни мелких потерь.
- STS-32 «Колумбия», 1990: сфотографирована потеря аппарели сошек; пять точечных потерь диаметром до 70 см плюс повреждения плитки;
- STS-50 «Колумбия», 1992: потеря аппарели сошек. Повреждение плитки 20×10×1 см;
- STS-52 «Колумбия», 1992: часть аппарели сошек, башмак утерян. Всего 290 отметок плитки, 16 больше дюйма;
- STS-62 «Колумбия», 1994: потеряна часть аппарели сошек.

В 1995 году хлорфторуглерод-11 (ХФУ-11) начал изыматься из пенопласта большой площади, распыляемого машинным способом, в соответствии с запретом Агентства по охране окружающей среды на использование ХФУ в соответствии с разделом 610 Закона о чистом воздухе. Вместо него гидрохлорфторуглерод, известный как HCFC-141b, был сертифицирован для использования и поэтапно включён в программу челноков. В оставшихся пеноматериалах, особенно в деталях, напылённых вручную, продолжали использовать ХФУ-11 до конца программы. Эти области включают проблемные сошки и рампы PAL, а также некоторые фитинги и интерфейсы. В частности, для аппарели сошек «процесс нанесения пены на эту часть бака не менялся с 1993 года», полёт STS-79 в 1996 году. Использование HCFC 141b было распространено на зону внешнего бака или более крупные части бака, начиная с внешнего бака-88, который летал на STS-86 в 1997 году.
В 2005 году проблема пенообразования не была полностью решена; на STS-114 дополнительные камеры, установленные на баке, зафиксировали кусок пены, отделившийся от одной из его аппарелей Protuberance Air Load (PAL), которые предназначены для предотвращения нестационарного потока воздуха под кабельными лотками бака и линиями наддува во время подъёма. Пандусы PAL состоят из слоев пены, напылённых вручную, и с большей вероятностью станут источником мусора. Этот кусок пенопласта не задел орбитальный аппарат.
Отчёты, опубликованные одновременно с миссией STS-114, предполагают, что чрезмерное обращение с внешними баками во время модификации и модернизации могло способствовать потере пены во время миссии «Discovery Return to Flight». Однако позже были проведены три полёта шаттлов (STS-121, STS-115 и STS-116), все с «приемлемыми» уровнями потери пены. Однако на STS-118 кусок пенопласта (и/или льда) диаметром около 100 мм, отделившийся от кронштейна крепления питающей линии на баке, срикошетил от одной из задних стоек и ударился о нижнюю часть крыла, повредив две плитки. Повреждение не было признано опасным.

## Внешнее оборудование
Внешнее оборудование включает в себя вентиляционные и предохранительные клапаны, фитинги для крепления орбитального внешнего бака, шлангокабели, а также электрическую систему безопасности и система безопасности полигона. Общий вес всех компонентов составляет 4 100 кг.

### Вентиляционные и предохранительные клапаны
Каждый топливный бак имеет вентиляционный и предохранительный клапан на его переднем конце. Этот двухфункциональный клапан может открываться наземным вспомогательным оборудованием для функции вентиляции во время предстартовой подготовки и может открываться во время полета, когда давление незаполненного пространства (пустого пространства) в баке с жидким водородом достигает 260 кПа или давление незаполненного объема жидкости. кислородный баллон достигает 170 кПа.
На первых полётах бак с жидким кислородом содержал отдельный пиротехнический вентиляционный клапан на переднем конце. При отделении был открыт выпускной клапан жидкого кислорода, что обеспечивало импульс для помощи в манёвре разделения и более точного контроля аэродинамики входа во внешний бак. Последний полёт с включённым гидрораспределителем был во время миссии STS-36.
Каждая из двух соединительных пластин заднего внешнего бака сопрягается с соответствующей пластиной на орбитальном аппарате. Пластины помогают поддерживать выравнивание шлангокабелей. Физическая прочность на шлангокабельных пластинах обеспечивается болтовым соединением соответствующих шлангокабельных пластин. Когда компьютеры общего назначения орбитального корабля подают команду на отделение внешнего бака, болты разрываются пиротехническими устройствами.
У внешнего бака есть пять шлангокабелей топлива, которые взаимодействуют со шлангокабелями орбитального корабля: два для бака с жидким кислородом и три для бака с жидким водородом. Один из клапанов шлангокабеля резервуара с жидким кислородом предназначен для жидкого кислорода, другой — для газообразного кислорода. Шланг бака с жидким водородом имеет два клапана для жидкости и один для газа. Шланг жидкого водорода среднего диаметра представляет собой рециркуляционный шлангокабель, используемый только во время последовательности охлаждения жидкого водорода во время предстартовой подготовки.
По мере заполнения внешнего бака избыточный газообразный водород сбрасывается через шлангокабели по трубе большого диаметра на рукаве, выступающем из стационарной служебной конструкции. Соединение этой трубы между внешним баком и служебной конструкцией осуществляется на наземной несущей плите шлангокабеля. На ней также установлены датчики для измерения уровня водорода. Обратный отсчёт STS-80, STS-119, STS-127 и STS-133 был остановлен, что привело к задержкам на несколько недель в более поздних случаях из-за утечек водорода в этом соединении. Это требует полного осушения резервуаров и удаления всего водорода с помощью продувки газообразным гелием, что занимает 20 часов, прежде чем технические специалисты смогут осмотреть и устранить проблемы.
Крышка, прикреплённая к поворотному рычагу на стационарной сервисной конструкции, закрывает вентиляционное отверстие кислородного бака в верхней части внешнего бака во время обратного отсчёта и убирается примерно за две минуты до взлёта. Крышка откачивает пары кислорода, которые могут образовать большие скопления льда на внешнем баке, тем самым защищая систему тепловой защиты орбитального корабля во время запуска.

### Датчики
Есть восемь датчиков истощения топлива, по четыре на топливо и окислитель. Датчики истощения топлива расположены в нижней части топливного бака. Датчики окислителя установлены в коллекторе линии подачи жидкого кислорода орбитального аппарата после разъединителя линии подачи. Во время тяги RS-25 универсальные компьютеры орбитального аппарата постоянно вычисляют мгновенную массу корабля из-за использования топлива. Обычно отключение главного двигателя основано на заданной скорости; однако, если какие-либо два датчика топлива или окислителя обнаружат сухое состояние, двигатели будут остановлены.
Расположение датчиков жидкого кислорода позволяет потреблять максимальное количество окислителя в двигателях, при этом давая достаточно времени для остановки двигателей до того, как насосы окислителя кавитируют (работают всухую). Кроме того, загружено 500 кг жидкого водорода сверх того, что требуется для соотношения смеси окислителя и топлива 6:1 в двигателе. Это гарантирует, что отсечка от датчиков истощения будет насыщена топливом. Останов двигателя с высоким содержанием окислителя может вызвать возгорание и серьёзную эрозию компонентов двигателя, что может привести к гибели космического корабля и экипажа.
Необъяснимые ошибочные показания датчиков истощения топлива привели к задержке нескольких попыток запуска шаттла, в первую очередь STS-122. 18 декабря 2007 года испытание на герметичность определило, что причиной ошибок является неисправность разъёма проводки, а не неисправность самих датчиков.
Четыре датчика давления, расположенные в верхней части резервуаров с жидким кислородом и жидким водородом, контролируют незаполненное[уточнить] давление.
У внешнего бака также есть два электрических шлангокабеля, которые передают электроэнергию от орбитального аппарата к баку и двум боковым ускорителям и передают информацию от боковых ускорителей и внешнего бака на орбитальный аппарат.
У внешнего бака есть внешние камеры, установленные в кронштейнах, прикреплённых к орбитальному аппарату, а также передатчики, которые могут продолжать отправлять видеоданные еще долго после того, как шаттл и внешний бак разделятся.

### Система безопасности полигона
Более ранние внешние баки включали систему безопасности полигона для рассеивания топлива в случае необходимости. Она включала в себя аккумуляторный источник питания, приёмник/декодер, антенны и взрывчатые вещества. Начиная с STS-79 эта система была отключена, а с STS-88 и всех последующих полётов от неё полностью отказались.

## Использование в будущем
В 1990 году было предложено использовать внешний топливный бак как лунную среду обитания или как орбитальную станцию. Эти предложения не были реализованы.

### Как основа для «Ареса» в «Созвездии»

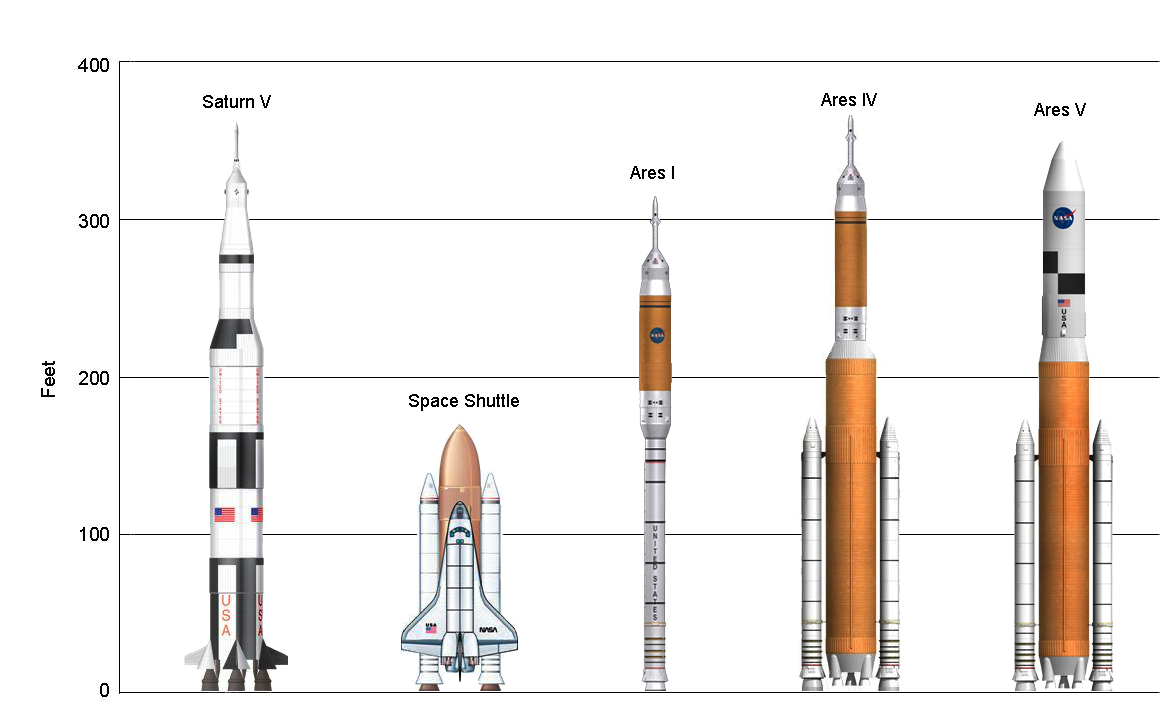
Сравнение Saturn V, Space Shuttle, Ares I, Ares IV и Ares V

После вывода из эксплуатации космического корабля «Шаттл» в 2011 году НАСА с его отменённой программой «Созвездие», в которой участвовал космический корабль «Орион», также должно было представить дебют двух ракет-носителей, созданных на основе шаттлов, пилотируемой ракеты-носителя «Арес-1» и тяжёлой грузовой ракеты-носителя «Арес-5».
Хотя и «Арес-1», и «Арес-5» должны были использовать модифицированный пятисегментный твердотопливный ускоритель для своей первой ступени, внешний бак шаттла служил базовой технологией для первой ступени «Арес-5» и второй ступени «Арес-1»; для сравнения, вторая ступень «Арес-1» вмещала бы примерно 98 000 л жидкого кислорода по сравнению с внешним баком шаттла, содержащем 550 000 л, что более чем в 5 раз больше.
Первая ступень «Арес-5», которая должна была быть оснащена пятью ракетными двигателями «RS-68» (тот же двигатель, что и на ракете «Дельта-4»), должна была иметь диаметр 10 м и такую же ширину, как у ступеней S-IC и S-II ракеты «Сатурн-5». В нём использовалась бы та же внутренняя конфигурация внешнего бака шаттла (отдельные баки жидкого водорода и жидкого кислорода, разделённые конструкцией промежуточного бака), но он был бы сконфигурирован для прямого приёма и слива жидкого водорода и жидкого кислорода, наряду с вентиляцией жидкого кислорода на выдвижном рычаге, подобном тому, который использовался на шаттлах для жидкого водорода.
С другой стороны, вторая ступень «Арес-1» использовала бы только напыляемую изоляционную пену, которая в настоящее время используется на текущем внешнем баке. Первоначально сконфигурированный как у «Арес-5» и внешнего бака шаттла, НАСА после завершения проверки конструкции в 2006 году решило, чтобы снизить вес и затраты, изменить внутреннюю структуру второй ступени, используя комбинированный бак жидкого водорода/жидкого кислорода с топливом, разделённым общей переборкой; конфигурация, успешно используемая на ступенях S-II и S-IVB ракеты «Сатурн-5». В отличие от «Арес-5», в котором использовалась бы та же конфигурация заполнения/дренажа/вентиляции, что и на «Шаттле», система «Арес-1» использовала бы традиционную систему заполнения/дренажа/вентиляции, используемую на ракетах «Сатурн-1B» и «Арес-1».
Как первоначально предполагалось, и «Арес-1», и «Арес-5» должны были использовать модифицированную «выбрасываемую» версию двигателя RS-25, но со временем из-за необходимости снижения затрат на НИОКР и соблюдения графика, установленного НАСА. Администрация Майкла Д. Гриффина для запуска «Ареса» и «Ориона» к 2011 году, НАСА решило (после обзора 2006 года) перейти на более дешёвый двигатель RS-68 для «Арес-5» и на форсированный двигатель J-2 для «Арес-1». Из-за переход на менее эффективный RS-68, «Арес-5» был увеличен с 8,72 до 10,06 м для размещения дополнительного топлива, в то время как «Арес-1» был реконфигурирован для включения пятого твердотопливного сегмента с J-2 с разгонным блоком, так как новый двигатель имеет меньшую тягу, чем исходный RS-25. Из-за компромисса НАСА сэкономит около 35 миллионов долларов США, используя упрощенные двигатели RS-68 с большей тягой (переконфигурированные для запуска и работы, как у SSME), и в то же время устранит дорогостоящие испытания, необходимые для запуска RS-25 для «Арес-1».

### Проект DIRECT
В проекте DIRECT, предложенном альтернативном транспортном средстве на базе шаттла, в качестве ракеты-носителя для экипажа должен был использоваться модифицированный внешний бак стандартного диаметра с тремя двигателями RS-25 и двумя стандартными твердотопливными ускорителями. Та же система с одним дополнительным RS-25 и разгонным блоком EDS должна была служить грузовой ракетой-носителем. Планировалось сэкономить 16 миллиардов долларов, устранить потерю рабочих мест в НАСА и сократить разрыв между пилотируемыми космическими полётами после шаттла с пяти с лишним лет до двух или менее лет.

### Основная ступень Space Launch System
Space Launch System (SLS) — сверхтяжёлая одноразовая ракета-носитель США, которая впервые стартовала в беспилотном режиме «Artemis 1» в ноябре 2022 года в рамках программы «Артемида».
Основная ступень ракеты имеет диаметр 8,4 метра и оснащена главной двигательной установкой, включающей четыре двигателя RS-25. Основная ступень конструктивно аналогична внешнему баку шаттла, и в первых полетах будут использоваться модифицированные двигатели RS-25D, оставшиеся от программы космического корабля шаттл. Более поздние сборки перейдут на более дешевую версию двигателя, не предназначенную для повторного использования.

## Неиспользованное оборудование

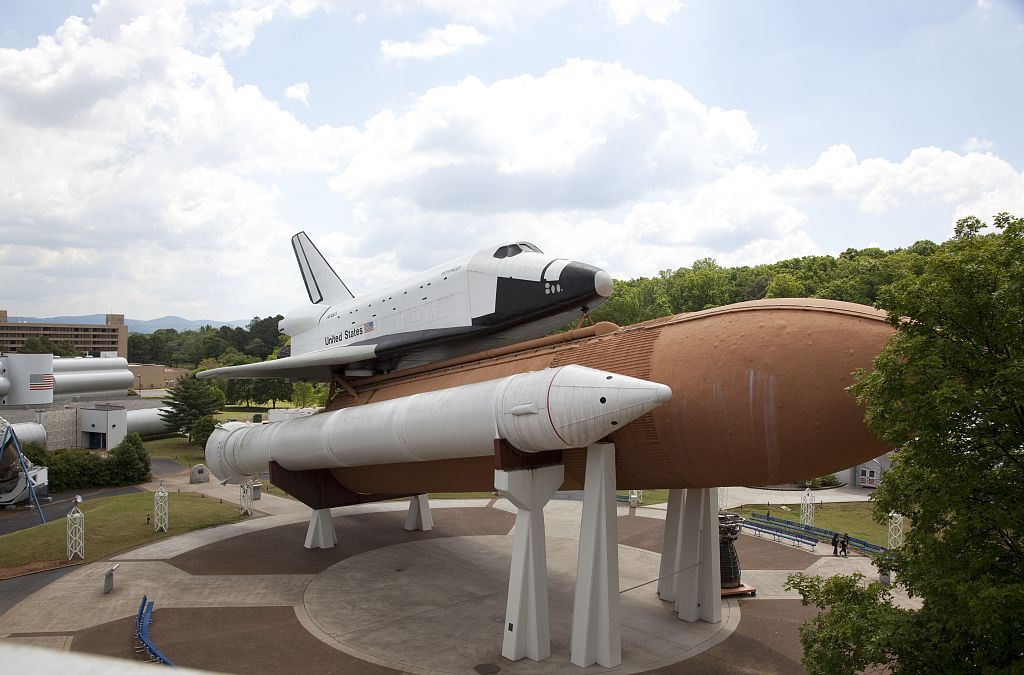
Внешний бак Main Propulsion Test Article включает в себя дополнительные внутренние структурные опоры, чтобы удерживать вес космического корабля «Патфайндер»

Внешний бак Main Propulsion Test Article выставлен вместе с космическим челноком «Pathfinder» в Космическом и ракетном центре США в Хантсвилле, штат Алабама.
Внешний бак-94 (более старая версия LWT) находится в Лос-Анджелесе и в 2019 году был показан вместе с космическим шаттлом «Индевор» в Калифорнийском научном центре, когда откроется Авиационно-космический центр Сэмюэля Ошина.
Три других внешних резервуара находились в стадии подготовки, когда производство было остановлено. Внешний бак-139 находится на продвинутой стадии производства; Внешние баки −140 и −141 находятся на ранних стадиях производства.

## Изготовитель

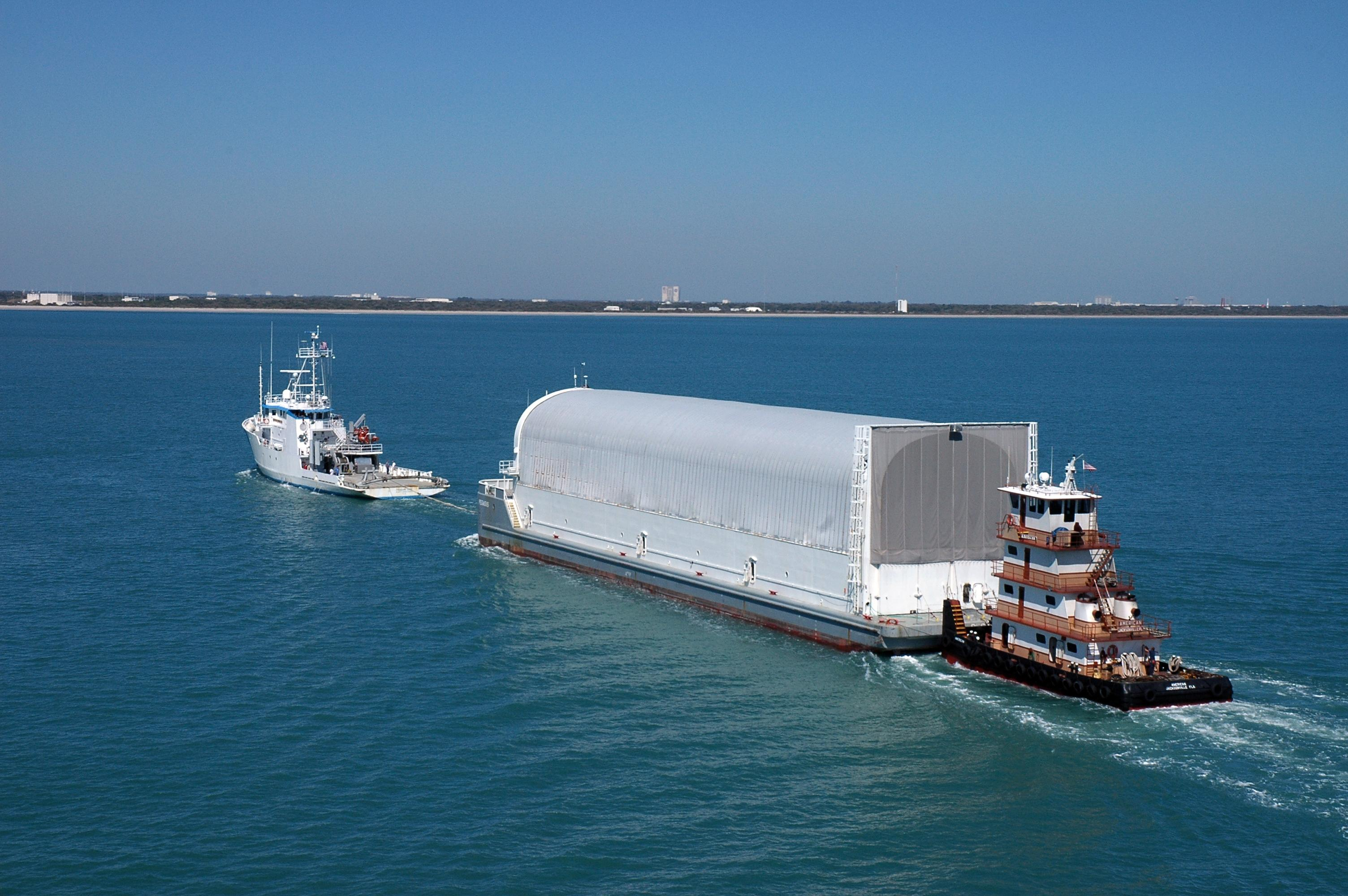
Баржа Pegasus с внешним баком-119 буксируется в порт Канаверал

Изготовителем внешних баков выступила компания «Lockheed Martin» (ранее «Martin Marietta»), Новый Орлеан, штат Луизиана. Баки были изготовлены на сборочном заводе Michoud в Новом Орлеане и доставлены в Космический центр Кеннеди на барже.

## Технические характеристики
Общие характеристики для типичного суперлёгкого внешнего бака:
- Длина: 46,9 м
- Диаметр: 8,4 м
- Сухой вес: 26 500 кг
- Полная стартовая масса: 760 000 кг

Бак с жидким кислородом:
- Длина: 16,6 м
- Диаметр: 8,4 м
- Объём (при 1,4 атм): 553,358 м³ (146 181,8 галлонов США; 553 358 л)
- Масса: 629 340 кг
- Рабочее давление: 239—253 кПа (абсолютное)

Промежуточный бак:
- Длина: 6,9 м
- Диаметр: 8,4 м

Бак с жидким водородом:
- Длина: 29,6 м
- Диаметр: 8,4 м
- Объём (при 1,9 атм изб.): 1497,44 м³ (395 581,9 галлона США; 1 497 440 л)
- Масса (при 1,9 атм изб.): 106 261 кг
- Рабочее давление: 220—230 кПа (абсолютное)
- Рабочая температура: −253 °C[9]

## Катастрофические последствия, связанные с внешними баками на шаттлах «Челленджер» и «Колумбия»

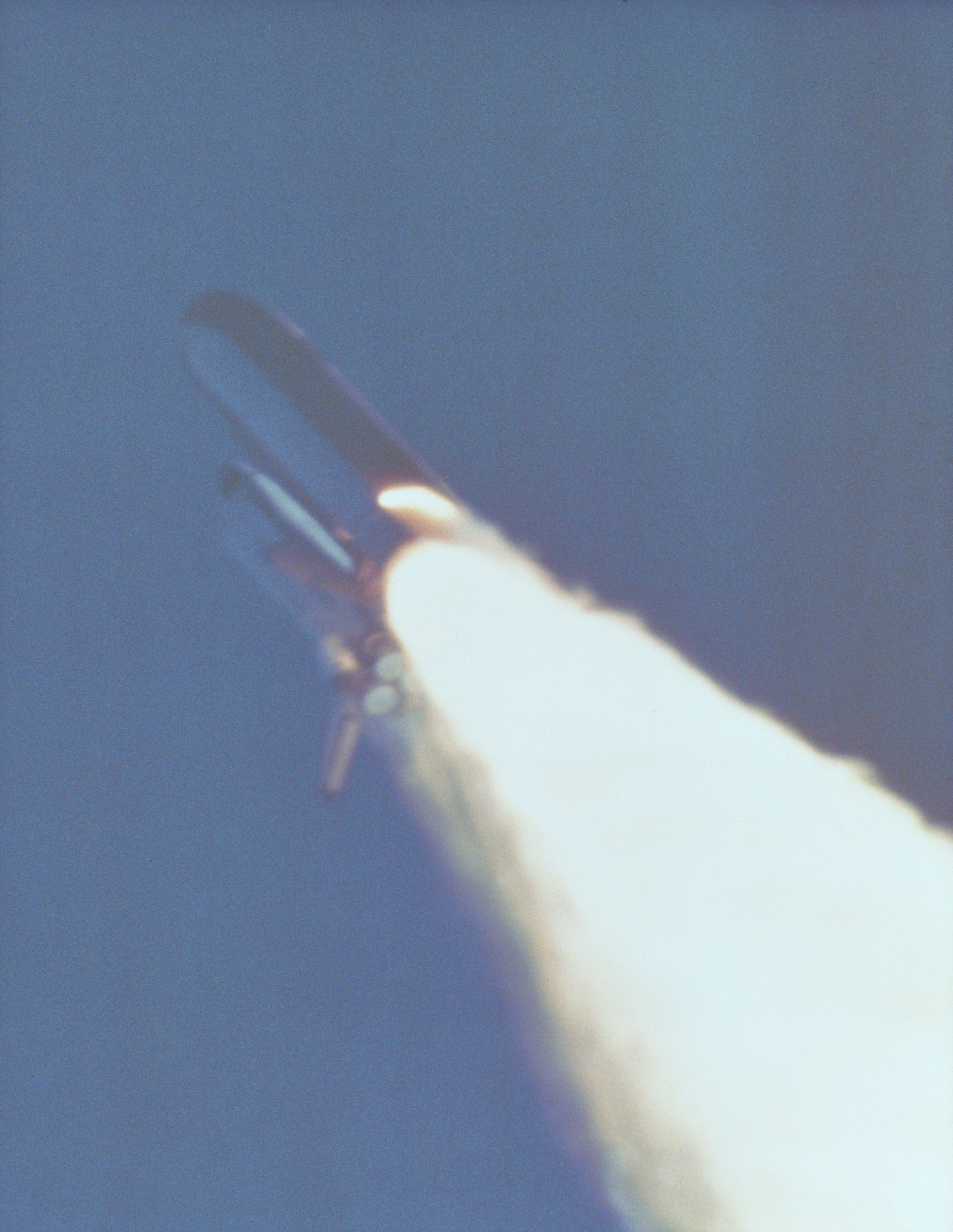
Шаттл «Челленджер» за 15 секунд до гибели. Из неисправного правого ускорителя во внешний бак бьёт раскалённая реактивная струя, что в итоге привело к взрыву топлива и катастрофе

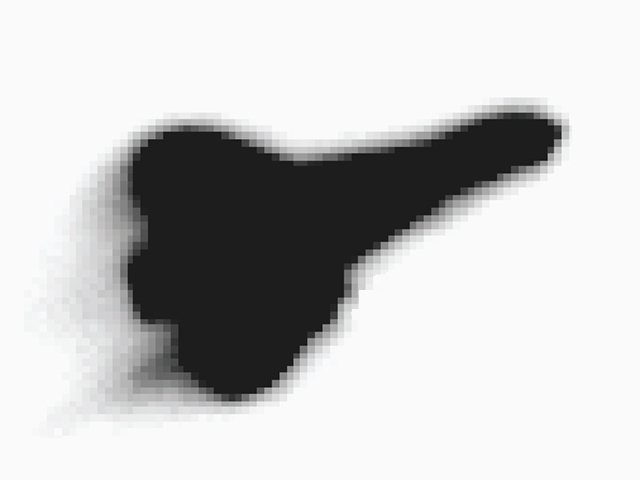
«Колумбия» 1 февраля 2003 года примерно в 08:57. Уже началось отделение обломков от левой плоскости крыла. [http://science.ksc.nasa.gov/shuttle/missions/sts-107/movies/sts107a.rm Видео

28 января 1986 года шаттл «Челленджер» в начале миссии STS-51L потерпел катастрофу через 73 секунды после старта. Причиной катастрофы стала неисправность уплотнительного кольца правого ускорителя, которое из-за низкой температуры воздуха потеряло эластичность, а под воздействием раскалённых газов прогорело и из пробоины в сторону внешнего топливного бака стала нещадно бить реактивная струя, что в итоге привело к детонации топлива и катастрофе.
Во время старта STS-107 16 января 2003 года кусок пенопластовой изоляции оторвался от одной из рамп сошек бака и ударился о переднюю кромку крыла космического корабля «Колумбия» на скорости несколько сотен километров в час. Считается, что в результате удара была повреждена одна сравнительно большая армированная углерод-углеродная панель на передней кромке левого крыла, размером примерно с баскетбольный мяч, что позволило перегретой плазме проникнуть в надстройку крыла несколько дней спустя во время входа в атмосферу. 1 февраля 2003 года это привело к разрушению «Колумбии» и гибели ее экипажа. В отчёте указано, что внешний топливный бак-93 «был изготовлен из BX-250», пенопласта, пенообразователем которого был CFC-11, а не более новый HCFC 141b.